# Слејтер (Мисури)
Слејтер (енгл. Slater) град је у америчкој савезној држави Мисури.

## Демографија
По попису из 2010. године број становника је 1.856, што је 227 (-10,9%) становника мање него 2000. године.
| Група             | 2000.         | 2010.         |
| Белци             | 1.803 (86,6%) | 1.652 (89,0%) |
| Афроамериканци    | 200 (9,6%)    | 118 (6,4%)    |
| Азијати           | 4 (0,2%)      | 8 (0,4%)      |
| Хиспаноамериканци | 34 (1,6%)     | 48 (2,6%)     |
| Укупно            | 2.083         | 1.856         |